# Luciano Nunes Santos
Luciano Nunes Santos (Oeiras, 10 de julho de 1946) é um político brasileiro que exerceu três mandatos de deputado estadual pelo Piauí.

## Dados biográficos

### Carreira política
Filho de Luís Clementino de Sousa Santos e Judite Nunes Santos, é funcionário público estadual e advogado pela Universidade Federal do Piauí e ainda engenheiro agrônomo formado pela Universidade Federal do Ceará. Foi professor do Colégio Agrícola de Teresina e presidente da Associação dos Engenheiros Agrônomos do Piauí antes de ingressar na política.
Aliado por muitos anos de Benedito de Carvalho Sá dividiu com ele o comando do PMDB em Oeiras e juntos se contrapunham ao poderio e a influência política de Juarez Tapety no que foram bem-sucedidos entre a década de 1980 e meados dos anos 1990 quando o clã Tapety retomou a prefeitura, ironicamente pelo PMDB, já que com o passar dos anos tanto Benedito de Carvalho Sá quanto Luciano Nunes deixaram a legenda.
Eleito deputado estadual pelo PMDB em 1982 e 1986, foi presidente da Assembleia Legislativa do Piauí (1987-1989) e integrava a executiva regional do partido, o qual deixou ao ver que a família Tapety firmara um acordo político com o governador Alberto Silva, fato que inverteu a situação vigente, pois Benedito Sá e Luciano Nunes ingressaram no PDS e passaram a fazer oposição ao governo que apoiavam. Eleito para o seu terceiro mandato em 1990, foi secretário de Justiça nos últimos meses do governo Freitas Neto. Renunciou ao mandato a fim de assumir uma cadeira no Tribunal de Contas do Estado e foi empossado em 14 de abril de 1994. Uma vez investido na corte, presidiu-a por duas vezes.

### Família
Tem como herdeiro político seu filho Luciano Nunes Filho, eleito deputado estadual pelo PSDB em 2002, 2006, 2010 e 2014 e que foi secretário de Administração do município de Teresina. O sogro de Luciano Nunes Santos, o pai, é Alcides Martins Nunes, eleito deputado estadual pelo PSD em 1947, 1950 e 1954.